# Ligné (Charente)
Ligné – miejscowość i gmina we Francji, w regionie Nowa Akwitania, w departamencie Charente.
Według danych na rok 1990 gminę zamieszkiwały 194 osoby, a gęstość zaludnienia wynosiła 24 osób/km² (wśród 1467 gmin regionu Poitou-Charentes Ligné plasuje się na 803. miejscu pod względem liczby ludności, natomiast pod względem powierzchni na miejscu 936.).